# Элайопласты
Элайопла́сты (от др.-греч. ἔλαιον — масло и др.-греч. πλαστός — оформленный), или олеопласты — тип пластид — лейкопластов, запасающие жиры. Жиры в элайопластах запасаются в виде округлых пластоглобул, по существу, являющихся капельками жира. Как и все лейкопласты, элайопласты лишены пигмента, внутренняя мембранная система развита слабо.